# قوات الأمن في بونتلاند
قوات الأمن في بونت لاند او «(بي أس آف)» (PSF)؛ هي قوات إنفاذ القانون التابعة لولاية بونتلاند المتمتعة بالحكم الذاتي في الصومال، تشكلت قوات الأمن في عام 2002 لمكافحة الإرهاب في المنطقة، وهي مستقلة عن الحكومة الفيدرالية الصومالية وحكومة بونتلاند، ومن ضمن مهامها الرئيسية إجراء التحقيقات الجنائية، ومكافحة الإرهاب. وتضم قوات الأمن PSF ما يقرب من 600 عضو حسب تقارير دولية عام 2021. 
منذ تأسيس ولاية بونتلاند في عام 1998 عملت قوات الأمن PSF في بونتلاند وفي جميع أنحاء الصومال، ويتم تعيين القادة وكبار المسؤولين في القوة العسكرية من قبل لجنة مختصة يوافق عليها مجلس الوزراء، حسب الدستور. ولدى قوات الأمن قضاء عسكري مستقل، والذي لا يفصل إلا في الإجراءات العسكرية في أوقات السلم، ويضمن الدستور كذلك لأعضاء القوة المتقاعدين معاشات تقاعدية. 

## خلفية تاريخية
شكّلت حكومة بونتلاند قوات الأمن في عام 1998.
في عام 2002 وسط مخاوف من أن تغلغل عناصر القاعدة إلى شرق إفريقيا أُنشئت قوات PSF رسميًا كجزء من جهاز استخبارات بونتلاند ( PIS ) الذي ضم كلا من قوات الأمن في بونتلاند PSF و وكالة الاستخبارات في بونتلاند (PIA) بدعم من وكالة المخابرات المركزية.
في عام 2003 عُيّن محمد آدم بِدار كأول مدير لجهاز PIS، ثم استقال بِدار وانتقل إلى مقديشو حيث أصبح أول قائد لجهاز الأمن القومي الصومالي، في عام 2004 عُين عثمان عبد الله محمود مديراً لنظام المعلومات الشخصية.
في عام 2009 عيّن الرئيس فرولي العقيد علي بينطي مديرًا لنظام المعلومات الاستقصائية دون استشارة المسؤولين الأمريكيين في الصومال، ورفض المسؤولون التعيين بسبب افتقار بيندي إلى الخبرة الأمنية، وأعقب ذلك اتفاق الرئيس فرولي والمسؤولين الأمريكيين على تقسيم جهاز PIS إلى قسمين: قوات الأمن بونتلاند كقوة لمكافحة الإرهاب، ووكالة استخبارات بونتلاند كوكالة استخبارات، وعُين عثمان عبد الله محمود مديرا لقوات PSF.
بعد وفاة عثمان عام 2010 عُين نجله أسد عثمان عبد الله مديرًا لقوات PSF في عام 2010. في ديسمبر 2018 استقال أسد عثمان عبد الله من منصب مدير عام قوات PSF، و بعد مشاورات مع المسؤولين الأمريكيين عُين أخوه محمود عثمان عبد الله مديرا عاما للقوة.

## قوات الدراويش في بونتلاند
قوات الدراويش في بونتلاند منفصلة عن قوات الأمن PSF وتعتبر الحرس الوطني ذراع للقوات المسلحة في بونتلاند. 

### المعدات
- أسلحة فردية AKM (بندقية هجومية - 7.62 × 39 ملم)
  -     - AK-74 (بندقية هجومية - 5.45 × 39 مم)
    - مدفع رشاش PK (مدفع رشاش للأغراض العامة - 7.62 × 54 ملم آر)

  - بندقية قناص
    - إس في دي دراغونوف (بندقية قنص - 7.62 × 54 ملم آر)

  - المتفجرات المضادة للدبابات
    - RPG-7 (قاذفة قنابل صاروخية - 40 مم)
- مركبات
  - دبابة قتال رئيسية
    - T-54 / T-55

  - ناقلة أفراد مصفحة
    - BTR-60
    - فيات 6614

  - شاحنات عسكرية
    - رينو جي بي سي 180 (6 × 6)
    - شاحنة M939 (6 × 6)

  - شاحنات البيك أب
    - تويوتا لاند كروزر J79
    - تويوتا هايلكس
    - نيسان فرونتير
    - شاحنة مدرعة Ford F350
- المدفعية والرشاشات الثقيلة
  - رشاشات ثقيلة
    - 12.7 ملم DShK
    - 12.7 ملم NSV

  - مدفعية ذاتية الدفع
    - عيار 122 مم BM-21 غراد قاذفة صواريخ متعددة

  - مدفعية ثقيلة
    - 60 ملم M-224

  - بندقية مضادة للطائرات
    - ZU-23-2

## قوة الشرطة في بونتلاند
يعمل جهاز الأمن في بونتلاند أيضًا على تشغيل قوة الشرطة الخاصة به، وتضم قوات الشرطة وحدة حماية خاصة. 

## وكالة استخبارات بونتلاند
وكالة استخبارات بونتلاند هي مكتب استخبارات تابع للقوات المسلحة في بونتلاند، تم تأسيسها رسميًا في عام 2001 تحت اسم جهاز استخبارات بونتلاند أثناء حكم الرئيس عبد الله يوسف أحمد ، بمساعدة من الولايات المتحدة .  وتعمل الوكالة بشكل أساسي في ولاية بونتلاند، حيث تعمل كجناح المخابرات الرئيسي ومكافحة الإرهاب لقوات الأمن الحكومية.

## قوات الشرطة البحرية في بونتلاند
قوة الشرطة البحرية في بونتلاند PMPF هي قوة أمنية بحرية محترفة، أنشئت بهدف مكافحة القرصنة والصيد غير القانوني والأنشطة غير المشروعة قبالة سواحل الصومال، بالإضافة إلى حماية الموارد البحرية للبلاد بشكل عام. 
بالإضافة إلى ذلك تقدم القوة الدعم اللوجستي للجهود الإنسانية، مثل مشاريع حفر الآبار وترميمها؛ وإيصال إمدادات الإغاثة والإمدادات الطبية والغذاء والمياه للمحتاجين؛ وكذلك تأهيل المستشفيات والعيادات، وترميم الطرق والمطارات والبنية التحتية الأخرى، كما تقدم برامج تدريب على المهارات للمجتمعات المحلية. 
اعتبارًا من مارس 2012 ، كانت تضم قوات PMPF حوالي 500 جندي، وتشير تقارير إلى أن العدد قد يصل إلى 1000 جندي.

## الاتفاقيات
في يناير 2015 وقّع رئيس ولاية بونتلاند عبد الولي محمد علي اتفاقية ثنائية مع رئيس مكتب العمليات المدنية في الاتحاد الأوروبي كينيث دين، ونصت الاتفاقية على إنشاء قاعدة تابعة لبرنامج EUCAP في جروي عاصمة بونتلاند، وتم تفويض بعثة الاتحاد الأوروبي لبناء القدرات البحرية في القرن الأفريقي وغرب المحيط الهندي (EUCAP Nestor) لمساعدة دول هذه المناطق على تعزيز قدراتها الدفاعية البحرية، وتهدف القاعدة إلى تعزيز التعاون، وتدريب قوات بونتلاند على الأمن البحري ومكافحة الإرهاب، ولا سيما فيما يتعلق بالعمليات البرية، وتطوير إمكانيات وتشريعات الأمن البحري القائمة وتعزيزها. 